# Cordislândia
Cordislândia é um município brasileiro do estado de Minas Gerais. De acordo com o censo realizado em 2022 sua população era de 3 200 habitantes.

## História
Por volta do ano de 1860 o fazendeiro de origem pernambucana José Paredes Viana, então residente na Fazenda Ipiranga, fundou um povoado sob o nome de Paredes. O solo fértil e com facilidade para a formação de lavouras atraiu novos moradores, que foram se reunindo sistematicamente na região. Após edificado o arraial, Joaquim Silvério Grilo e José Máximo fizeram doações de terrenos para a instalação de igreja e cemitério, além das primeiras edificações civis. Já no ano de 1889 o local era servido por uma escola, tendo como professora D. Vitalina Pereira.
Logo o povoado seria servido por Agência Postal tendo Francisco Tomaz Arantes como agente. Em 30 de agosto de 1911 é criado o distrito de Paredes do Sapucaí através da lei estadual 556 de 1911, e este anexado ao município de São Gonçalo do Sapucaí. Em 1930 é inaugurada a iluminação elétrica e em 1945 criada a Paróquia do Sagrado Coração de Jesus. Em 30 de dezembro de 1962 foi mudada a denominação para Cordislândia. Pela lei 2764 de 30 de dezembro de 1962 se dá o desmembramento do município de São Gonçalo do Sapucaí, e é então criado o município de Cordislândia (do latim cor), topônimo alusivo ao padroeiro Sagrado Coração de Jesus. O município foi instalado em 1 de março de 1963.